# ملاکند (کردامیر)
ملاکند (به ترکی آذربایجانی: Mollakənd) یک منطقه مسکونی در جمهوری آذربایجان است که در شهرستان کردامیر واقع شده است. ملاکند ۳۰۰۰ نفر جمعیت دارد.